# A spasso nell'anima
A spasso nell'anima è il secondo album del cantante italiano Gianluca Capozzi, pubblicato nel 1996.

## Descrizione
In questo CD c'è la collaborazione di Gigi D'Alessio e Vincenzo D'Agostino autori di alcuni brani.

## Tracce
1. Fatte curaggio – 3:22
2. E pure stasera – 4:19
3. E che fa – 4:18
4. Mille lire e spicce – 4:00
5. Che ce vedimme a fà (feat. Brunella Gori) – 3:56
6. Ossaie ca te voglio bene – 3:11
7. Nun 'a pozzo lassà – 4:12
8. Mo ferniscela – 4:01

## Formazione
- Gianluca Capozzi - voce
- Massimiliano Capozzi - tastiera, pianoforte
- Maurizio Ponzo - chitarra
- Marco Zurzolo - sax
- Brunella Gori - voce
- Lina Sorrentino - voce femminile